# Ле Маршан де Линьери, Констан
Констан ле Маршан де Линьери (фр. Constant le Marchand de Lignery; 1663 — 19 февраля 1731 года) — французский военнослужащий и комендант форта Мишилимакино, участник войны с фоксами.

## Биография

### Ранние годы
Констан ле Маршен де Линьери родился в деревне Шарантийи в центральной Франции в 1663 году. Он был сыном Жозефа ле Маршана де Линьери и Маргерит Дю Сийар. Линьери начал свою военную карьеру в 1675 году в звании лейтенанта в Овернском регионе. В 1683 году он перевёлся на флот, служил мичманом в Рошфоре. В 1687 году Линьери отправился в Новую Францию в качестве лейтенанта на половинном жалованье. В Монреале 10 ноября 1691 года он женился на Анне Робютель де Ла Нуэ, дочери сеньора де Иль Сен-Поля. У них было семь сыновей и две дочери. Самым известным из них был Франсуа-Мари Ле Маршан де Линьери, капитан регулярных войск колоний и кавалер ордена Святого Людовика. Летом 1759 года он сын был смертельно ранен англичанами в бою возле форта Ниагара.

### Первая война фоксов
Линьери участвовал в войне с ирокезами, где его заслуги были признаны начальством, и в 1705 году он был произведён в капитаны. В 1712 году, когда началась Первая война с фоксами, канадский губернатор Филипп де Риго де Водрёй отправил его занять прежний пост Мишилимакино, который был оставлен королевским приказом в 1696 году.
В 1715 году исполняющий обязанности губернатора Клод де Рамзе назначил Линьери командующим крупной экспедицией против племени фоксов. Ему было приказано собрать отряд из солдат форта, лесных бродяг, вайандотов и потаватоми, а затем привести их к южному берегу озера Мичиган. Там отряд Линьери должен был соединиться с войском, набранным среди союзных индейцев южных районов Великих озёр, и вместе выступить против фоксов. Однако из-за ряда неудач — конвой снабжения из Монреаля не прибыл вовремя, а среди майами вспыхнула эпидемия кори, южный контингент так и не был собран. Линьери, из-за отсутствия провизии, также не добрался до места сбора. Хотя разочарованный де Рамзе критиковал коменданта форта Мишилимакино за его действия, основной причиной провала кампании было не ошибочное руководство, а плохое планирование и отсутствие дисциплины в армии, которая из-за отказа французских властей субсидировать предприятие должна была состоять исключительно из индейцев, лесных бродяг и немногочисленных солдат.

### Переговоры с фоксами
В 1722 году, вскоре после награждения орденом Святого Людовика, Линьери вернулся в форт Мишилимакино после примерно трёхлетнего отсутствия. Фоксы, тем временем, возобновили свою войну против индейских союзников Новой Франции и стали также нападать на французских торговцев. Стремясь примирить враждующие племена, губернатор Филипп де Риго де Водрёй отправил Линьери в Висконсин, чтобы он выступил посредником между фоксами и оджибве. В августе 1724 года Линьери прибыл в Ла-Байе-де-Пуан, где встретился с вождями сауков, фоксов и виннебаго. По пути в форт, он освободил двух пленных фоксов, которых удерживали оттава. Вернув узников их сородичам, Линьери убедил три племени прекратить вражду с оджибве. Он также просил фоксов перестать совершать набеги на иллиноев.
Два года спустя исполняющий обязанности губернатора Шарль ле Муан де Лонгёй отправил Линьери обратно в Ла-Байе-де-Пуан для пересмотра договора. Его серьёзное поведение и сила его послания произвели впечатление на индейцев. После совещания с вождями фоксов, сауков и виннебаго он сообщил Лонгёю, что, по его мнению, лидеры индейцев действительно хотят мира, но он сомневается в их способности контролировать своих молодых воинов. Линьери предложил руководителю колонии подождать год, чтобы увидеть, действительно ли фоксы готовы к миру с иллиноями и другими соседними племенами.

### Вторая война фоксов
В августе 1726 года Шарль де ла Буш, маркиз де Боарнуа, сменил барона Лонгёя на посту генерал-губернатора Новой Франции. Полный решимости начать своё правление с военной победы, он решил основательно разобраться с фоксами. В августе 1728 года генерал-губернатор послал Линьери, недавно получившего звание майора, усмирить враждебное племя. 
Войско Линьери включало в себя 400 солдат и лесных бродяг, а также индейцев из Семи наций. 1 августа он прибыл в Мишилимакино, где к нему присоединились ещё сотни индейцев и лесных бродяг. Задержавшись в форте, армия Линьери достигла Ла-Байе-де-Пуана только 17 августа. Узнав о приближении французов и их союзников, фоксы и виннебаго бежали к Миссисипи. Прибыв к укреплённому селению фоксов 24 августа, Линьери нашёл его покинутым. Не дождавшись обещанного подкрепления, он отказался от преследования враждебных индейцев. Линьери сжёг деревни фоксов и виннебаго, уничтожил их припасы и возвратился в Ла-Байе-де-Пуан. В начале сентября его армия прибыла в Мишилимакино.
В своём рапорте Линьери сетовал на нежелание своих подчинённых преследовать фоксов и утверждал, что если бы прибыло обещанное подкрепление во главе с Шарлем Анри де Лиэтом де Тонти, то он бы окружил и уничтожил бы фоксов. Кроме того, он указал, что был болен во время экспедиции. Губернатор Боарнуа обвинил его в неспособности одержать победу над фоксами. Он выдвинул против него серьёзные обвинения в своем докладе министерству, и Жан-Фредерик Фелипо, граф де Морепа, приказал судить его военным советом. Линьери обвиняли в излишних тратах припасов, в том, что он преследовал фоксов так медленно, что им удалось скрыться, в отказе передать командование своему лейтенанту, несмотря на тяжёлую болезнь, и в том, что он оставил большое количество товаров в Мишилимакино на обратном пути в Монреаль. Выслушав свидетелей и рассмотрев другие доказательства, военный совет единогласно отклонил обвинения как необоснованные и оправдал Линьери.

### Поздние годы
Неудачный военный поход против фоксов и тяжёлая болезнь плохо сказались на состоянии здоровья Линьери. Он умер 19 февраля 1731 года в городе Труа-Ривьер, который возглавлял с осени 1728 года.